# Filosofia de pub
La filosofia de pub és un terme emprat de vegades per descriure les reunions organitzades en cases públiques per discussions filosòfiques. Diverses sèries d'esdeveniments en el Regne Unit i en altres llocs ofereixen la filosofia de bar/bar musical en una varietat de formats, en general impliquen un orador convidat i algun grau de debat obert. Entre els més antics d'aquests es pot destacar:
- Big Ideas (situat a Londres, RU)
- Kant's Cave (celebrat a Londres, RU, per Philosophy For All)
- Living Philosophy (localitzat a Tintern, RU)
- PhiloMadrid (localitzat a Madrid, Espanya)
- Philosophy In Pubs (localitzat a Liverpool, RU)[2]
- PIPS Brighton (localitzat a Brighton, RU)
- The Stoa (localitzat a Faversham, Kent, RU)
- Skeptics in the Pub

Els Grups Pub Filosofia, són sovint dirigits per aficionats, de vegades han estat reclutats per les principals institucions més que res per proporcionar un fòrum públic clarament participatiu. Aquestes aliances han inclòs el Tate Liverpool treballant amb la filosofia de Bars, el Brighton Science Festival 2010 treballant amb PIPS Brighton i l'Escola d'Econòmiques de Londres produint un esdeveniment en col·laboració amb Big Ideas.